# 波索翁多
波索翁多（西班牙語：Pozo Hondo），是阿根廷的城鎮，位於該國北部聖地亞哥-德爾埃斯特羅省，是希梅內斯縣的首府，海拔高度267米，該地區的地震活動頻繁和低強度，2001年人口2,634。
27°10′S 64°29′W / 27.167°S 64.483°W